# Genozid in Bangladesch

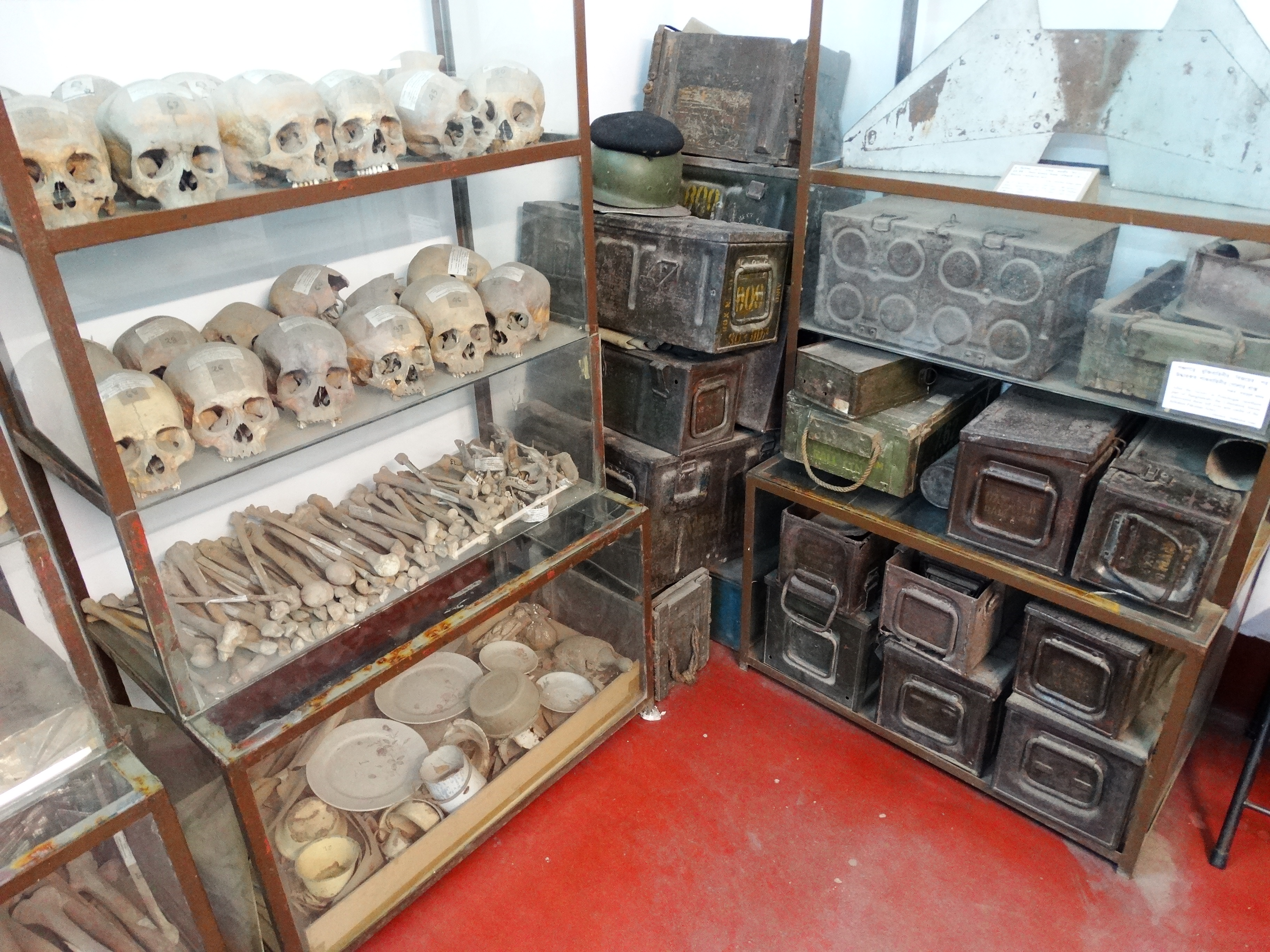
Schädel von Opfern des Völkermordes in Bangladesch, Liberation War Museum

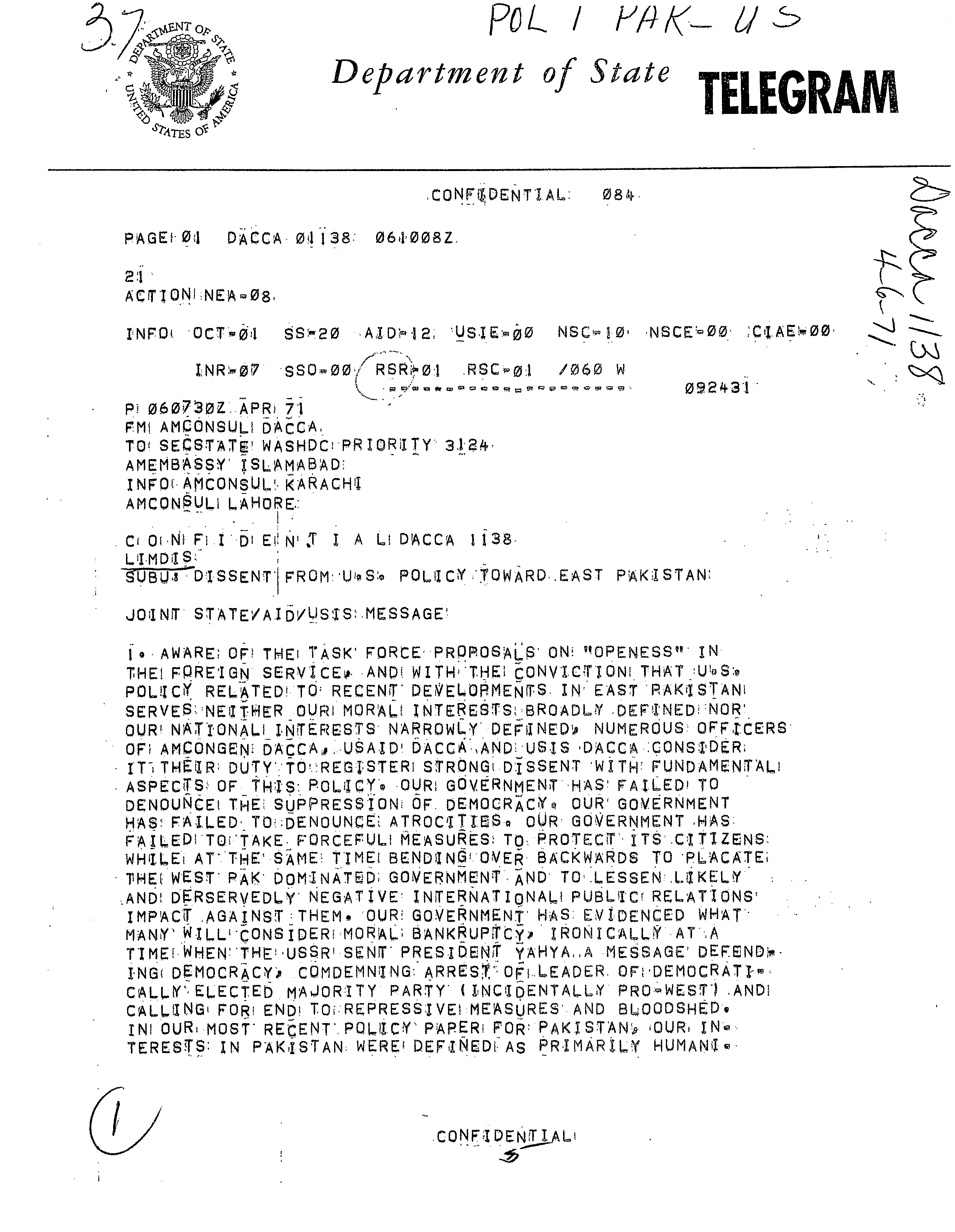
Erste Seite des Blood Telegram, in dem Archer Blood das rücksichtslose Vorgehen des pakistanischen Militärs gegen die bangladeschische Unabhängigkeitsbewegung als Völkermord bezeichnet

Der Genozid in Bangladesch wurde von pakistanischen Militärs und Milizen der islamistischen Partei Jamaat-e-Islami zur Unterdrückung der Unabhängigkeitsbestrebungen Bangladeschs während des Bangladesch-Kriegs begangen. Ermordet wurden in Ostpakistan – dem heutigen Bangladesch – lebende religiöse Minderheiten, insbesondere Hindus, und Menschen, die tatsächlich oder vermeintlich der Awami-Liga nahestanden. Die am 25. März 1971 begonnenen und bis Mitte Januar 1972 andauernden systematischen Massaker kosteten nach Angaben der Behörden Bangladeschs 3 Millionen Menschen das Leben. Die Anzahl der Frauen, die Opfer von Vergewaltigungen wurden, wird auf 200.000 bis 400.000 geschätzt. 10 Millionen Menschen flohen nach Indien, 30 Millionen Menschen wurden aus ihren Häusern vertrieben.

## Vorgeschichte

Lage von West- (heute: Pakistan) und Ostpakistan (heute: Bangladesch) innerhalb Asiens (1971)

Nach der Teilung Britisch-Indiens in einen mehrheitlich hinduistischen, säkularen Staat (Indien) und einen muslimischen Staat (Pakistan) wurde im Zuge der Teilung Bengalens 1947 das ebenfalls überwiegend muslimische Ostbengalen Pakistan zugeschlagen. Trotz der gemeinsamen islamischen Religion trennten Westpakistan und Ostpakistan sprachliche und kulturelle Unterschiede. Der östliche, bengalische Teil (Ostpakistan) musste die im Westen gebräuchliche Sprache Urdu als Staatssprache übernehmen, obwohl er eine größere Bevölkerung aufwies als der andere Teil. Ostpakistan wurde von Westpakistan wie eine Kolonie behandelt. Der fruchtbare Osten erzielte mit seinen Jute- und Reisexporten Überschüsse, die fast ausschließlich dem Westteil zugutekamen, wo sie wiederum vorrangig für die Versorgung des Militärs genutzt wurden. Die Bengalen waren sowohl im Militär als auch in der Staatsverwaltung stark unterrepräsentiert. Nach dem Rücktritt des Präsidenten Muhammed Ayub Khan 1968 sah sein Nachfolger General Agha Muhammad Yahya Khan keine Alternative zur Ausschreibung der ersten freien Wahlen in Gesamtpakistan seit der Staatsgründung.
Angesichts des Erdrutschsieges der Awami-Liga im Osten, der durch die Unzufriedenheit mit der Zentralregierung nach dem verheerenden Zyklon im November 1970 mit beeinflusst wurde, und der Bevölkerungsverhältnisse in beiden Landesteilen hätte das zu einer Awami-Regierung für den Gesamtstaat führen müssen. Diese stieß in Westpakistan vor allem beim dortigen Wahlsieger Zulfikar Ali Bhutto und der pakistanischen Armee auf Widerstand. Sie entschlossen sich zu einer blutigen Unterdrückung der separatistischen Bestrebungen. Unter dem Vorwand von Verhandlungen planten sie insgeheim einen Vernichtungskrieg gegen die Awami-Liga, die bengalische Elite und die Hindu-Minderheit, um ein für alle Mal ihre Vorherrschaft zu sichern.
Im März 1971 wurden ausländische Journalisten des Landes verwiesen und bengalische Militäreinheiten nach West-Pakistan verlegt. Am 25. März 1971 wurde Mujibur Rahman, Mitgründer der Awami-Liga, des Nachts in seinem Haus verhaftet und nach West-Pakistan geflogen, wo er in Faisalabad (damals Lyallpur) interniert wurde. Andere führende Politiker der Liga flohen daher nach Indien. General Yahya Khan beorderte am selben Tag seine Kommandeure in Ostpakistan, Säuberungsaktionen zu beginnen. Ziel war es die Awami-Liga auszuschalten, die 10 Millionen Hindus aus Bangladesch zu vertreiben und die restliche Bevölkerung durch Terror zu unterwerfen.

## Genozid
Während des 9-monatigen Krieges töteten die pakistanische Armee und ihre lokalen Kollaborateure – die Razakars und Al Badr – drei Millionen Menschen. Es wurde von Vergewaltigungen an Bengalinnen und auch von Zwangsprostitution berichtet. Die Vergewaltigung bengalischer Frauen wurde dabei systematisch durch pakistanische Soldaten durchgeführt. Die geschätzte Zahl an Vergewaltigungsopfern liegt zwischen 200.000 und 400.000. Außerdem wurden zehn Millionen Menschen – mehrheitlich Hindus – über die Grenze nach Indien vertrieben.
Die ersten Opfer der Säuberungen waren Politiker und Unterstützer der Awami-Liga sowie bengalische Sicherheits- und Polizeikräfte. Einige entkamen mit ihren Waffen und starteten einen Guerillakrieg gegen die zunächst drückend überlegene westpakistanische Armee. Die überwältigende Mehrheit der Opfer von Inhaftierung, Folter, Vergewaltigungen und Tötungen waren wehrlose einfache Bürger, die von der Gewalt unerwartet und unvorbereitet getroffen wurden.

### Ermordung von Intellektuellen

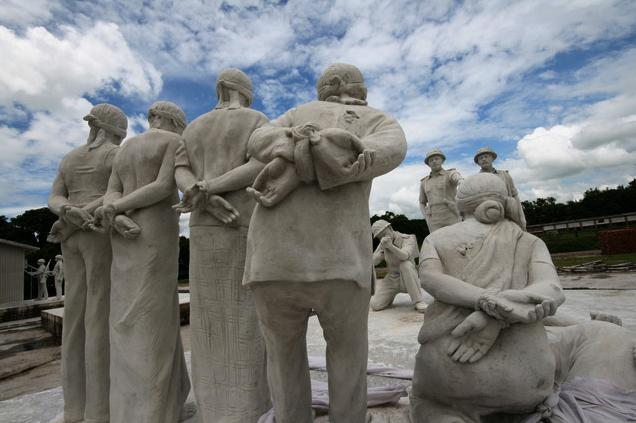
Skulpturale Darstellung der Ermordung von Intellektuellen

Die pakistanische Armee und ihre Kollaborateure unter den Islamisten trieben systematisch die Intellektuellen Ostpakistans zusammen, darunter Ärzte, Ingenieure, Juristen, Literaten, Akademiker, Journalisten und hochrangige Bürokraten, um sie zu ermorden. In annähernd 10 Monaten töteten sie 991 Lehrer, 13 Journalisten, 49 Ärzte, 42 Rechtsanwälte sowie 16 Schriftsteller, Künstler und Ingenieure. Anfang Dezember wurden auf Anordnung der Armee führende Personen der bengalischen Gemeinde der ostpakistanischen Hauptstadt Dhaka verhaftet und in Lager nahe Sabhar verschleppt. Am 14. Dezember 1971 wurden alle getötet. Zum Gedenken an die Opfer wird der 14. Dezember in Bangladesch als „Shahid Buddhijibi Dibosh“ (‚Tag der Märtyrer-Intellektuellen‘) begangen. Auch nach dem Ende des Krieges am 16. Dezember gab es Berichte über Tötungen durch pakistanische Soldaten oder Islamisten. Die gesamte bengalische intellektuelle Elite sollte vernichtet werden.

### Massaker an religiösen Minderheiten
Der Schlachtruf der westpakistanischen Seite war: „Killing the Kafirs“ – „Die Ermordung der Ungläubigen“. Die pakistanische Armee und die mit ihr verbündeten islamistischen Milizen, angestachelt von muslimischen Hasspredigern, setzten Massengewalt gegen religiöse Minderheiten ein. Sie verübten Massaker an Minderheiten wie Christen, Buddhisten und Animisten und töteten insbesondere jeden Hindu, den sie fanden. Der hinduistische Bevölkerungsteil Ostpakistans sollte ganz ausgerottet werden, und zwar auf möglichst grausame Weise. Vor den Massakern flohen 10 Millionen Hindus nach Indien.

### Gewalt gegen Frauen
Während des Krieges wurden zahlreiche Frauen und Mädchen gefoltert, vergewaltigt und getötet. Die Gesamtzahl an Vergewaltigungsdelikten wird nach Angaben von Gendercide Watch auf 200.000 bis 400.000 geschätzt. Viele Mädchen und Frauen wurden öffentlich, vor den Augen ihrer Familie vergewaltigt. Viele begingen daraufhin Selbstmord. Viele wurden nach den Vergewaltigungen von ihren Familien zum Schutz der Familienehre verstoßen.
Die pakistanische Armee hielt Tausende bengalische Frauen als Kriegsgefangene in Bordellen und Armeebasen. Die meisten der Mädchen wurden vom Gelände der Universität Dhaka und aus Privathäusern entführt und konnten erst nach Ende des Kriegs befreit werden. Das Martyrium betroffener Frauen endete nicht mit der Unabhängigkeit. Sie litten häufig unter sozialer Ächtung, denn die Gesellschaft und ihre Familien akzeptierten sie nicht mehr. Der Staatsgründer Sheikh Mujibur Rahman erklärte sie zu „Birangona“, zu Deutsch „Kriegsheldinnen“, um sie vor den Ausschlussmechanismen der patriarchalen Gesellschaft zu bewahren. Viele vergewaltigte Frauen sind durch die sexuellen Gewalttaten Mütter geworden – Schätzungen gehen von rund 25.000 Fällen aus. Die Regierung richtete zusammen mit der International Planned Parenthood Federation in Dhaka und anderen Orten des Landes Rehabilitationszentren ein, in denen die Frauen medizinisch versorgt und Abtreibungen durchgeführt wurden.

## Nachgeschichte

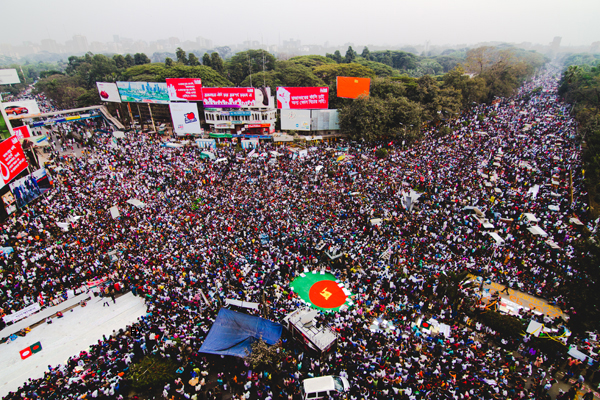
Shahbag-Protest im Jahr 2013 um Einspruch gegen Gerichtsurteile für Verbrechen gegen die Menschheit im Unabhängigkeitskrieg 1971 zu erheben

Danach wurde 1973 von Sheikh Mujib der „International Crimes (Tribunal) Act“ erlassen, nach dem Genozid und Verbrechen gegen die Menschlichkeit verfolgt werden müssen. Aber Bangladesch konnte diesen Prozess nicht führen, weil Sheikh Mujib zusammen mit seiner Familie 1975 ermordet wurde und daraufhin diejenigen an die Macht kamen, die mit Pakistan kollaboriert hatten. Diese Kräfte konnten dafür sorgen, dass 39 Jahre lang der Genozid nicht aufgearbeitet wurde.
Das änderte sich, als Premierministerin Sheikh Hasina, Tochter von Sheikh Mujib, die Parlamentswahlen im Dezember 2008 mit absoluter Mehrheit mit dem Versprechen gewann, ein Kriegsverbrechertribunal einzuberufen. Im März 2010 wurde auch ein Kriegsverbrechertribunal von der Regierung eingerichtet, um den Genozid aufzuarbeiten. Dieses Tribunal verurteilte Abdul Quader Molla als Kriegsverbrecher zunächst zu einer lebenslangen Freiheitsstrafe. Nach tagelangen Protesten wurde der Prozess wiederaufgenommen, Molla wurde zum Tode verurteilt und am 12. Dezember 2013 gehängt. Salahuddin Quader Chowdhury wurde am 22. November 2015 ebenfalls hingerichtet.

## Völkermordgedenktag
Am 11. März 2017 verabschiedete das Parlament von Bangladesch eine Resolution, die den 25. März zum nationalen Völkermord-Erinnerungstag erklärte.